# 外八廟

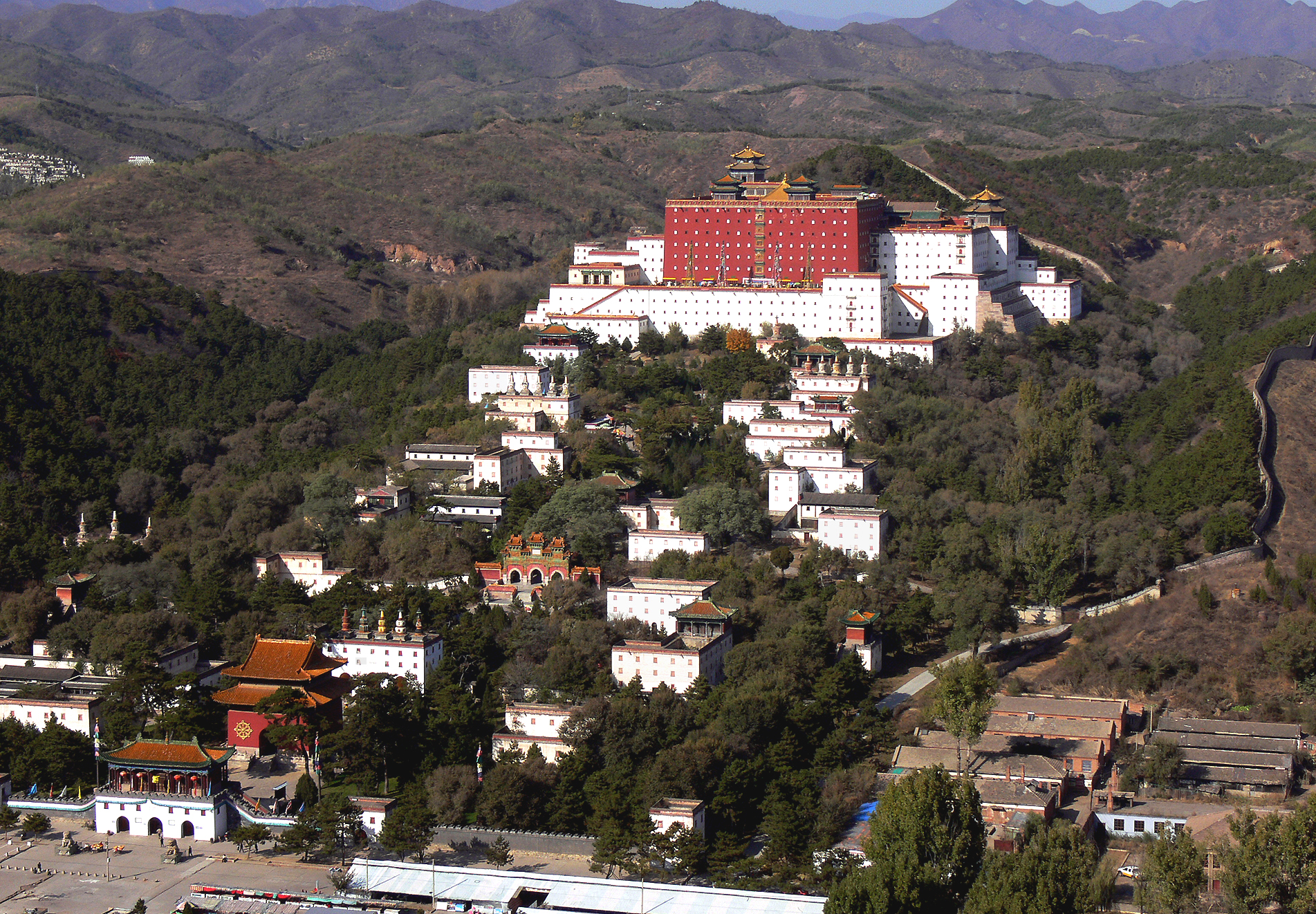
普陀宗乗之廟

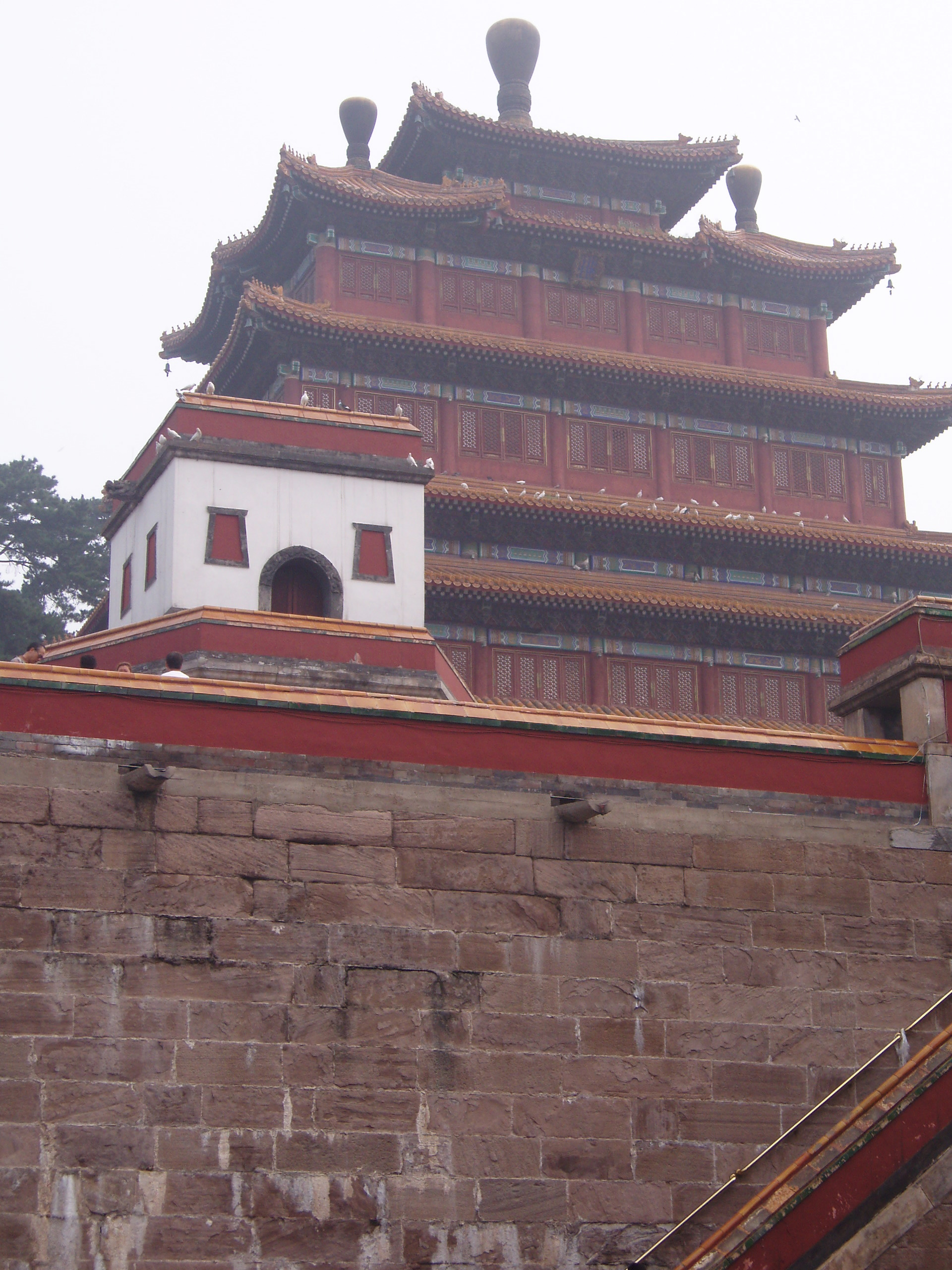
普寧寺

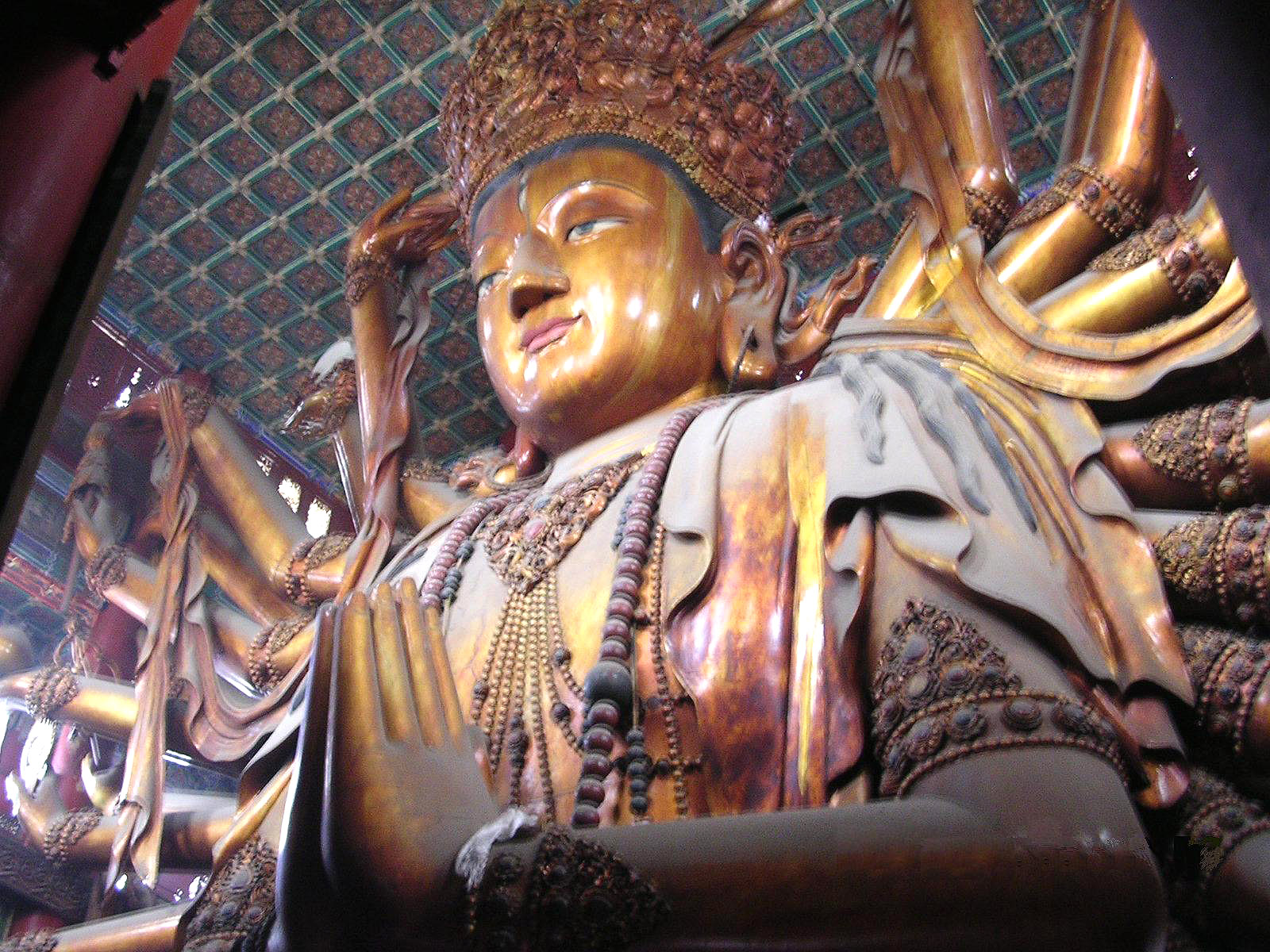
普寧寺の千手観音像

外八廟（がいはちびょう）は、中国河北省承徳市にある避暑山荘を取り囲んでいる寺社の総称。ユネスコの世界遺産（文化遺産）に登録されている。中華人民共和国国家級風景名勝区（1982年認定）、中国の5A級観光地（2007年認定）。八廟とあるが、実際にはもっと多数ある。
外八廟に含まれる寺社には多数あるが、初期に建てられた溥仁寺と溥善寺以外はすべてチベット様式で建てられている。これはチベット仏教を信仰するチベット人やモンゴル人に対する懐柔策であった。また、チベット様式の寺廟を建てたのは乾隆帝であった。乾隆帝は自分を転輪聖王と認識していたとされ、チベット仏教を寺廟を建ててその徳により治めようとしたとも言われている。

## 寺廟一覧
- 溥仁寺(gosin akūnara juktehen)[3]：康熙52年建設。漢式。
- 溥善寺(sain akūnara juktehen)[3]：康熙52年建設。現存せず。
- 普寧寺(gubci nikton juktehen)[3]：乾隆22年、チベットのサムイェー寺にならって建設。
- 普祐寺(gubci aisire juktehen)[3]：乾隆25年建設。
- 安遠廟(gorokingge be elhe obure muktehen)[3]：乾隆29年、イリのグルジャ廟にならって建設。
- 普楽寺(gubci sebjengge juktehen)[3]：乾隆31年建設。東チベット式と漢式の折衷様式。
- 普陀宗乗之廟(budala i tob šajin i muktehen)[3]：乾隆32～36年建設。ラサのポタラ宮を模したものである。乾隆帝はラサに画工と測量士を送り込んで実際のラサの調査をさせその上でこの建造物を建てた。そのため小ポタラ宮と称されることもある。
- 広安寺：乾隆37年建設。
- 羅漢堂(argat i tanggin)[3]：乾隆39年建設。
- 殊像寺(manjusiri lakšangga juktehen)[3]：乾隆40年、五台山の殊像寺にならって建設。
- 須弥山福寿之廟(sumiri alin i adali hūturi jalafungga muktehen)[3]：乾隆45年、チベットのタシルンポ寺にならって建設。
- 広縁寺：乾隆45年建設。

## 文献
- 五十嵐牧太『熱河古蹟と西藏藝術』、図版写真多数
1982年に第一書房で復刻、1936年から4年間の調査記録
- 『ヘディン探検紀行全集 11 熱河 皇帝の都』 斎藤明子訳、白水社、1980年
探検家スウェン・ヘディンによる調査紀行